# Rue d'Ulm
Pour l’article homonyme, voir Éditions Rue d'Ulm.
La rue d’Ulm est une voie du 5e arrondissement de Paris, dans le quartier du Panthéon et les quartiers administratifs du Val-de-Grâce (19e quartier) et de la Sorbonne (4e quartier).

## Situation et accès

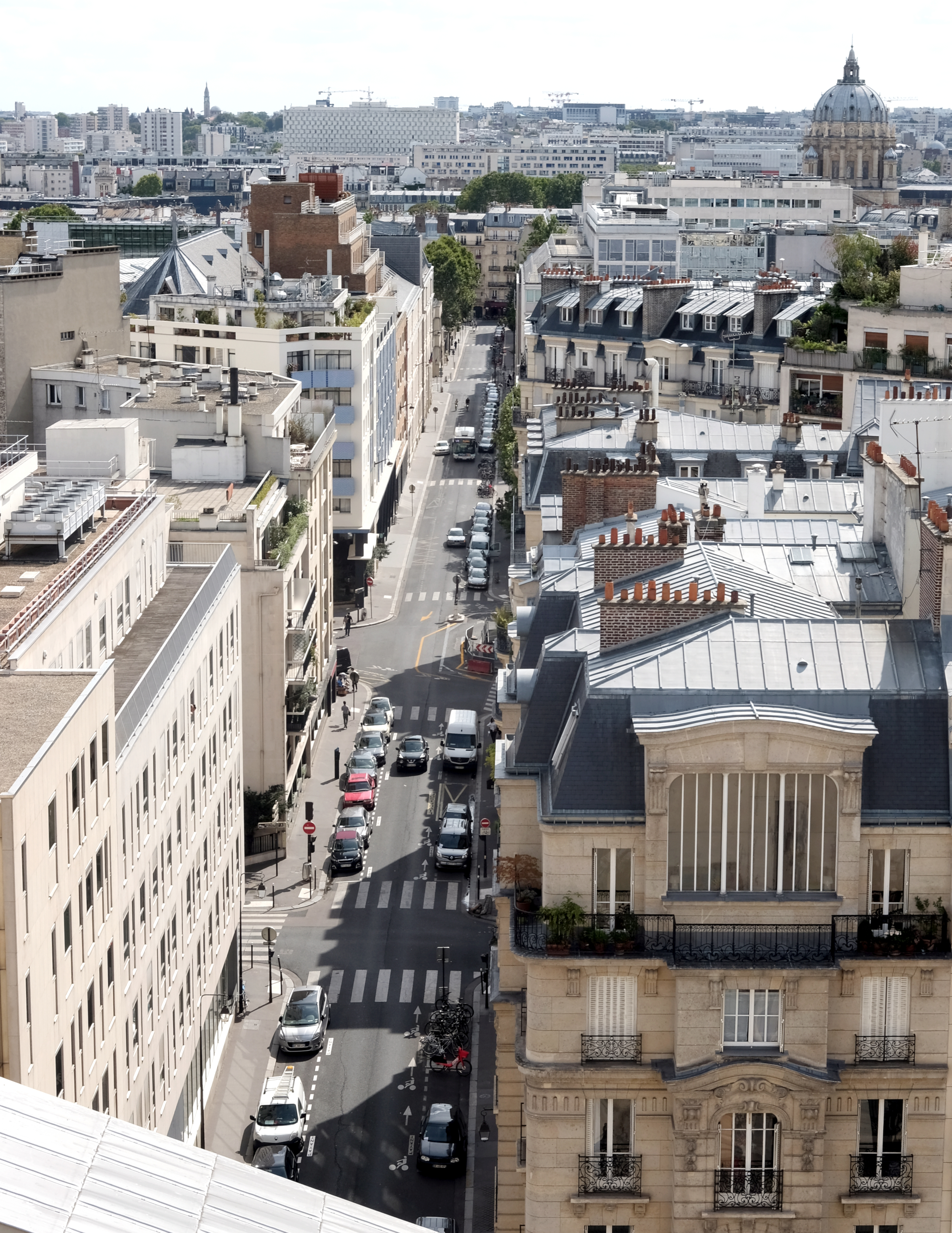
Rue d'Ulm vue en direction du sud depuis la coupole du Panthéon.

Longue d'environ 500 mètres, la rue d’Ulm commence à la place du Panthéon et finit à l'intersection de la rue Claude-Bernard et de la rue Gay-Lussac.
Elle accueille principalement les locaux des écoles de l'université PSL comme le Collège de France, l'École nationale supérieure de chimie de Paris, l'École nationale supérieure des arts décoratifs ou l'École normale supérieure, qui de ce fait est souvent appelée par métonymie « ENS Ulm » ou « Ulm » tout court.

## Origine du nom
Son nom se réfère à la ville allemande d’Ulm et plus précisément à la bataille qui y eut lieu peu de temps avant le baptême de l'artère. Elle se solda par une victoire de Napoléon.

## Historique

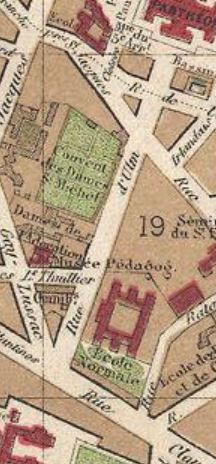
Rue d'Ulm - plan de Paris Hachette 1894 (nord en haut).

### Cardode Lutèce
Le cardo de Lutèce était l’axe nord-sud qui correspondait aux actuels rue Saint-Jacques et boulevard Saint-Michel, traversant notamment la montagne Sainte-Geneviève. Le lycée Louis-le-Grand, le Collège de France et le Conservatoire national des arts et métiers (CNAM) sont directement situés sur le cardo, tandis que l’École normale supérieure et l’ancienne École polytechnique sont disposées un peu en retrait.

### La rue actuelle
Cette voie est ouverte sous sa dénomination actuelle par décret du 6 janvier 1807. Ce décret prévoyait le percement de la voie jusqu'au champ des Capucins (boulevard de Port-Royal). Une décision ministérielle du 30 frimaire an XIV a approuvé le même projet conçu dès 1793 par la Commission des artistes.
Le tracé de la rue suit exactement la ligne de faîte de la montagne Sainte-Geneviève. 
En 1870, Émile Gaboriau décrit « cette belle et large rue d'Ulm, qui commence à la place du Panthéon et se termine brusquement à la rue des Feuillantines. Les magasins y sont peu somptueux et si rares qu'on les compterait. Il y a un marchand de vin, à gauche, à l'angle de la rue de la Vieille-Estrapade, puis la petite boutique de La Jeunesse, puis une blanchisseuse et un relieur. On trouve, à droite, l'imprimerie du Bulletin de l'Observatoire, un marchand de bois nommé Chanson, un serrurier, un fruitier, un boulanger, et c'est quasi tout. Le reste de la rue est occupé par de vastes établissements à façades austères entourés de jardins. C'est le couvent des Sœurs de la Croix, et ensuite la maison des Dames de l'Adoration réparatrice du Sacré-Cœur. Plus loin, vers la rue des Feuillantines, on reconnaît l'Ecole normale, et en face un dépôt de la Compagnie des omnibus ».
En langage courant, les expressions « avoir fréquenté la rue d’Ulm » ou, plus trivialement, « avoir fait Ulm » désignent les anciens élèves de l’École normale supérieure. Rue d’Ulm est d'ailleurs le titre d'un livre de souvenirs publié par Alain Peyrefitte en 1946.

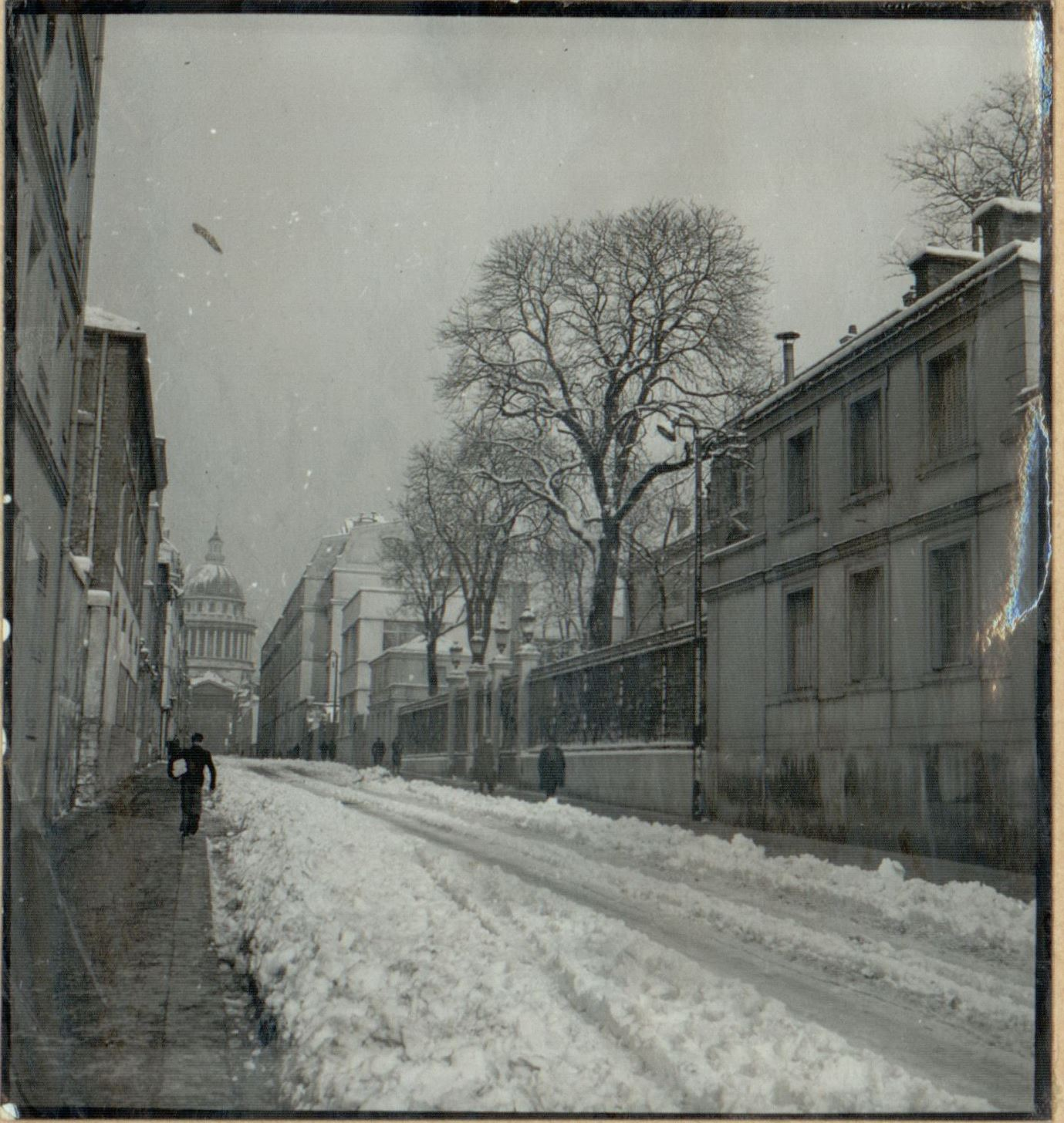
La rue d'Ulm et l'École normale supérieure, 1940 (Bibliothèque interuniversitaire de la Sorbonne, NuBIS).

« Éditions Rue d'Ulm » est le nom des Presses de l'École normale supérieure.

## Bâtiments remarquables et lieux de mémoire
- À un numéro inconnu vécut le président de la République Emmanuel Macron durant sa scolarité secondaire[5].
- No 1 : locaux de l'institut Michel-Villey pour la culture juridique et la philosophie du droit.
- No 2 : au niveau de l’immeuble et de la chaussée se dressait la porte Papale de l’enceinte de Philippe Auguste[6].
- No 3 : une partie des locaux du Collège de France.
- Nos 15-17 : l'église Notre-Dame du Liban, église maronite de culte catholique oriental. Foyer franco-libanais.
- No 26 : l’une des entrées du campus Curie de Sorbonne Université[7] et de l'université PSL qui héberge notamment l’Institut Curie, l’Institut de biologie physico-chimique du CNRS, le laboratoire de chimie, physique, matière et rayonnement de Sorbonne Université, des laboratoires de l’École nationale supérieure de chimie de Paris — Université PSL, les instituts Henri-Poincaré[8] (CNRS – Sorbonne Université), géographique et océanographique, la Fondation sciences mathématiques de Paris[9], la Société mathématique de France et la Société de mathématiques appliquées et industrielles. Du côté de l’Institut Curie furent découvertes en 1989, dans le remplissage d'une pièce souterraine, lors d'une fouille de sauvetage le long de la rue d’Ulm, deux statues acéphales du IIe siècle de notre ère, identifiées comme représentant le couple Mercure et Rosmerta[10] ou Maïa, déesse de l'Abondance[11].
- No 29 : de 1955 jusqu’au début des années 1970 une salle de cinéma de la Cinémathèque française s’y tenait. Il accueille aujourd'hui une partie des locaux de lʼÉcole normale supérieure. Les bâtiments faisaient partie de l’école Sainte-Geneviève[6].
- No 31 : École nationale supérieure des arts décoratifs, fondée au XVIIIe siècle. Elle occupe l’emplacement d’anciennes vignes du couvent des Ursulines[12].
- No 45 : l'École normale supérieure, qui est devenue synonyme de « rue d’Ulm ». Le laboratoire où Louis Pasteur mena ses recherches de 1864 à 1888 à l’ENS se trouve à l’extrémité de la rue.
- Nos 44-48 : annexe de lʼÉcole normale supérieure, accueillant des laboratoires de biologie, des services administratifs, des logements de fonction et une partie de lʼinternat de lʼÉcole. Au XIXe siècle, un dépôt de la Compagnie générale des omnibus occupait l’emplacement[6].

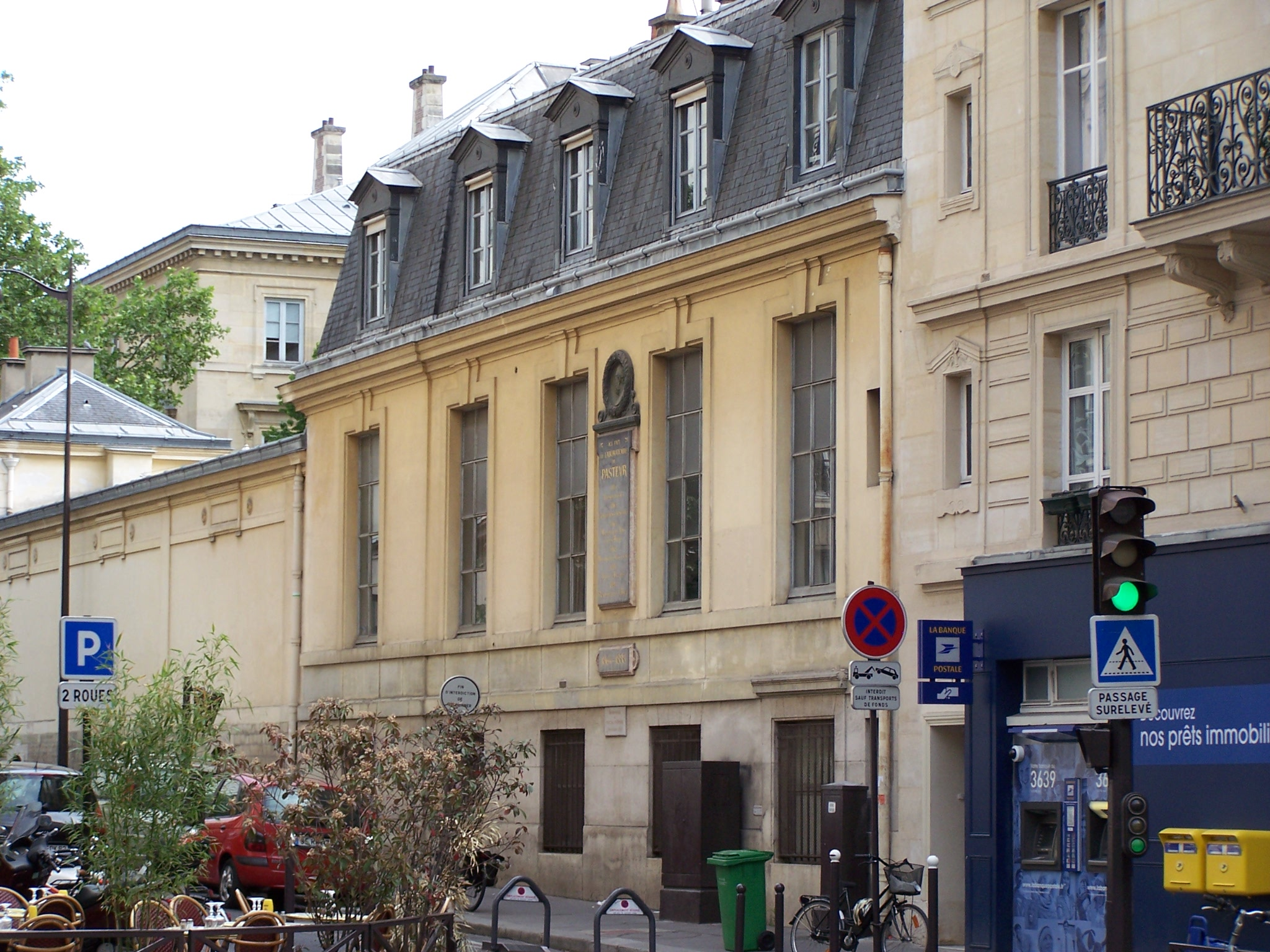
Le laboratoire de Louis Pasteur.
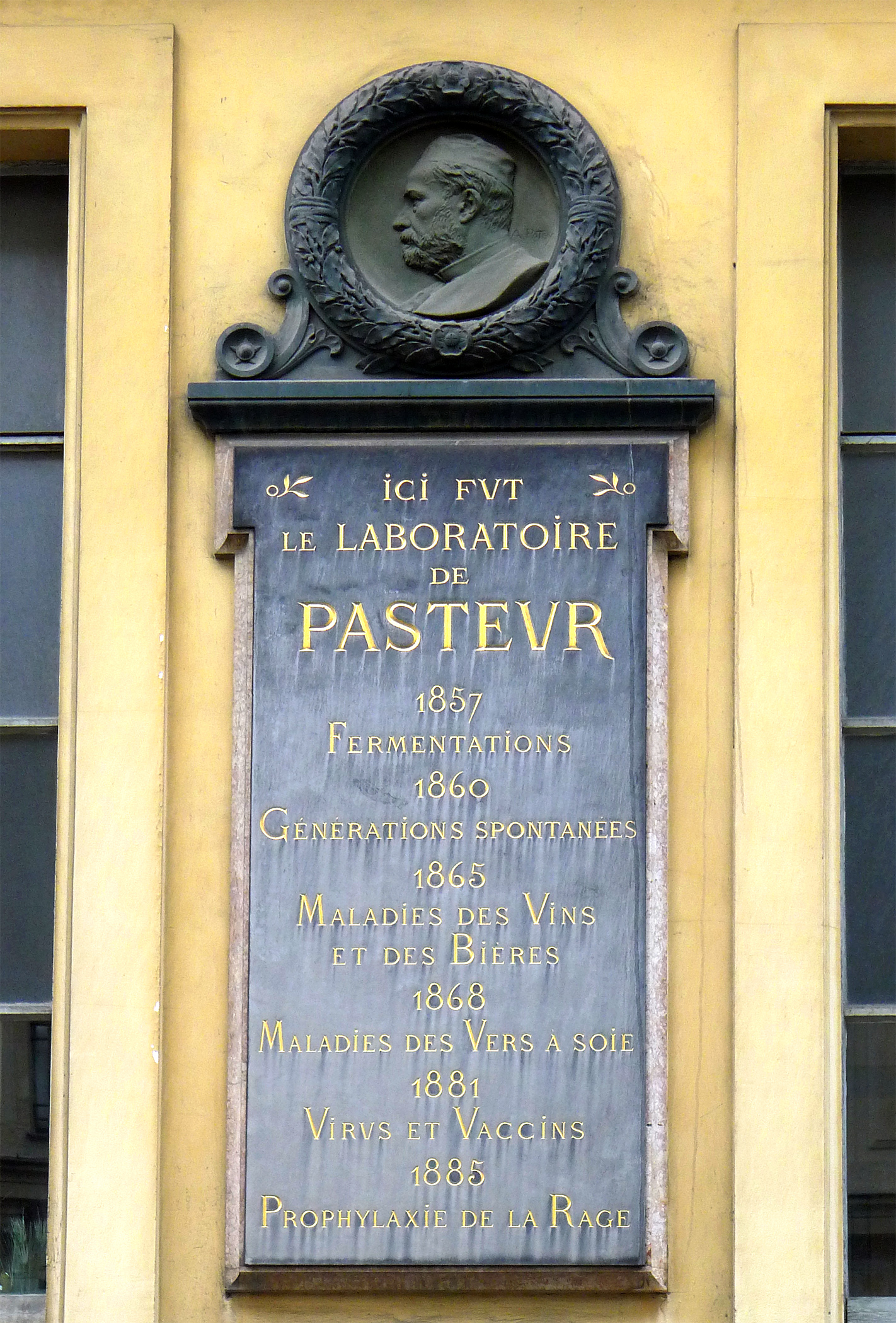
Plaque commémorative.
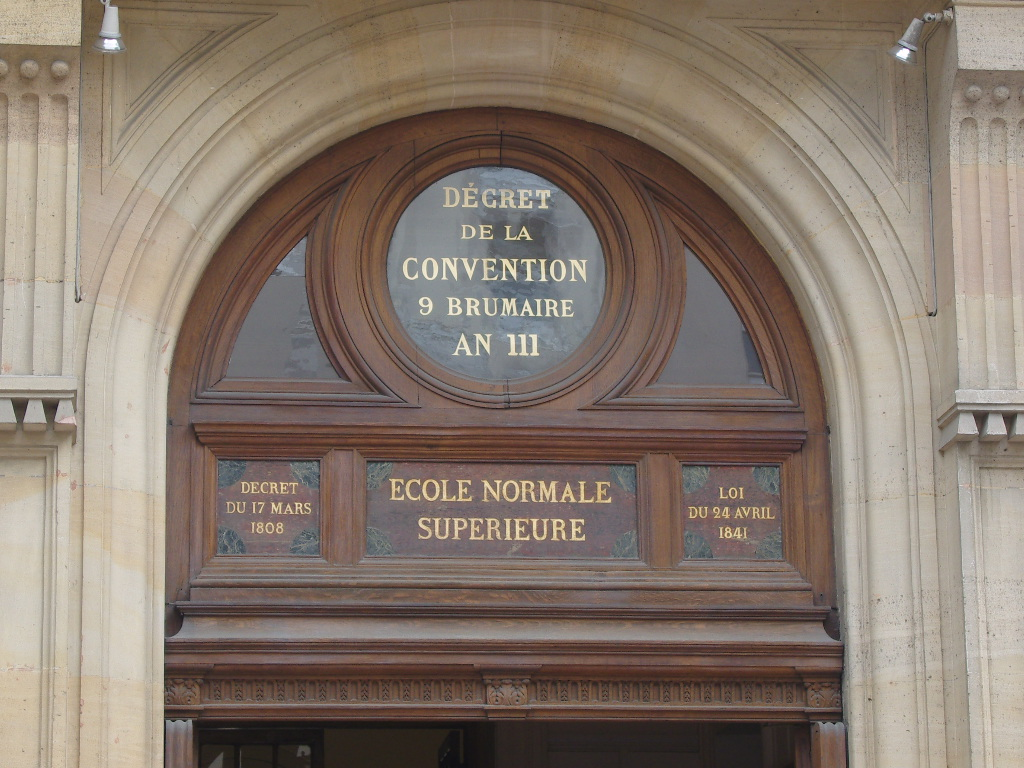
École normale supérieure : médaillon de la porte principale.
L'École nationale supérieure des arts décoratifs.